# Jared Isaacman
Jared Taylor Isaacman (Union, 11 febbraio 1983) è un imprenditore e astronauta statunitense.
Nel febbraio 2021 annunciò di aver acquistato un volo spaziale SpaceX di tre giorni a bordo del veicolo Crew Dragon Resilience, durante il quale ha assunto il ruolo di comandante. Il volo, il primo composto da un equipaggio di soli membri civili, è avvenuto nel settembre 2021, insieme ai turisti spaziali Sian Proctor, Hayley Arceneaux e Christopher Sembroski. Uno degli obiettivi della missione era raccogliere donazioni per il St. Jude Children's Research Hospital. Nel febbraio 2022 ha annunciato una collaborazione con SpaceX per altri tre voli spaziali, due sulla Crew Dragon e uno sulla Starship; il primo, Polaris Dawn, pianificato per settembre 2023, è partito nel settembre 2024.